# Jean Ginibre
Pour les articles homonymes, voir Ginibre.
Jean Ginibre, né le 4 mars 1938 à Clermont-Ferrand et mort le 26 mars 2020 à Fontenay-lès-Briis, est un mathématicien et physicien français, connu pour ses contributions à la théorie des matrices aléatoires, la mécanique statistique (notamment l'inégalité FKG) et les équations aux dérivées partielles. Il a reçu le prix Paul-Langevin en 1969.

## Carrière
Jean Ginibre était directeur de recherches émérite à l'Université Paris-Sud.